# Wybory prezydenckie w Grecji w latach 2014–2015
Wybory prezydenckie w Grecji odbyły się 17, 23 i 29 grudnia 2014 oraz 18 lutego 2015. Zakończyły się zwycięstwem Prokopisa Pawlopulosa.
Wybory wyłoniły następcę prezydenta Karolosa Papuliasa. Wybory w grudniu 2014 zakończyły się niepowodzeniem, co oznaczało rozwiązanie parlamentu i rozpisanie przedterminowych wyborów parlamentarnych.

## Procedura
Wybory prezydenckie w Grecji mają charakter pośredni. Prezydent jest wybierany przez Parlament na pięcioletnią kadencję, kandydat musi mieć ukończone 40 lat. W przypadku niewybrania prezydenta w pierwszej turze możliwe są jeszcze dwa głosowania. W pierwszej i drugiej turze kandydat musi uzyskać 200 głosów w 300-osobowym Parlamencie, w trzeciej wystarczy 180 głosów. W przypadku, gdyby w trzech głosowaniach nie udało się wybrać prezydenta, rozpisywane są wcześniejsze wybory parlamentarne.

## Kampania wyborcza
Wybory prezydenckie początkowo miały się odbyć 15 lutego 2015, jednak rząd Andonisa Samarasa postanowił je przyspieszyć. Kandydatem rządu na prezydenta został Stawros Dimas, jednak koalicja nie miała w Parlamencie wystarczającej większości i potrzebowała głosów opozycji. Rząd Samarasa dysponował 155 głosami. Aby skłonić partie opozycyjne do poparcia swojego kandydata, rząd odwołał się do argumentu, że w przypadku wcześniejszych wyborów parlamentarnych i zwycięstwa Syrizy Grecja może zostać usunięta ze strefy euro. Stawros Dimas uzyskał również oficjalne wsparcie Komisji Europejskiej. Kilka dni przed głosowaniem przewodniczący Komisji Europejskiej Jean-Claude Juncker skomentował w wywiadzie telewizyjnym greckie wybory prezydenckie, wskazując, że preferowałby „znane twarze” i przestrzegając Greków przed „niewłaściwym wynikiem wyborów”.

## Głosowania w grudniu 2014
Pierwsze głosowanie odbyło się 17 grudnia. Dimas nie miał kontrkandydata. Za kandydaturą Dimasa opowiedziało się 160 posłów (posłowie koalicyjnych partii: Nowej Demokracji i PASOK oraz 5 posłów niezrzeszonych), 135 było przeciwko, 5 nie wzięło udziału w głosowaniu.
Drugie głosowanie odbyło się 23 grudnia. Za wyborem Dimasa na prezydenta opowiedziało się 168 posłów, przeciwko było 131, jeden nie wziął udziału w głosowaniu.
Trzecie głosowanie odbyło się 29 grudnia. Dimas ponownie uzyskał poparcie 168 posłów, 132 głosowało przeciwko jego kandydaturze.

## Przedterminowe wybory parlamentarne
Premier Samaras zapowiedział, że zwróci się do prezydenta o rozpisanie wyborów parlamentarnych w najwcześniejszym możliwym terminie 25 stycznia 2015. Nowy parlament miał 20 dni na wybór prezydenta, przy czym w pierwszych dwóch głosowaniach wymagana była większość 3/5, zaś w trzecim zwykła większość głosów.

## Głosowanie w lutym 2015
17 lutego 2015 nowy premier Aleksis Tsipras ogłosił, że kandydatem rządu na prezydenta będzie centroprawicowy polityk Prokopis Pawlopulos. Oprócz Syrizy poparli go Niezależni Grecy i Nowa Demokracja. Jego konkurentem został wystawiony przez opozycyjną partię Potami Nikos Aliwizatos, popierany również przez PASOK. W głosowaniu 18 lutego Pawlopulos uzyskał 233 głosy, Aliwizatos zaś 30 głosów. Tym samym Pawlopulos został wybrany prezydentem Grecji.